# Hawker Siddeley Harrier
Hawker Siddeley Harrier je enomotorno reaktivno V/STOL lovsko letalo, ki so ga razvili v Britaniji v 1960ih. Bil je prvo operativno V/STOL letalo (veritkalen/kratek vzlet in pristanek) in edino uspešno, če ne štejemo Jakovljev Jak-38, obe letali sta si po izgledu in konfiguraciji precej podobni. Harrier se je uporabljal kot lovski bombnik in tudi kot lovec za letalske dvoboje. Harrier je lahko deloval z manjših letalonosilk, ki niso imela katapulta. Če je bil lahko naložen pa tudi s helipadov.
Harrier je bil razvit na podlagi Hawker Siddeley P.1127/Kestrel. Poganjal ga je turbofan motor Rolls-Royce Pegasus, ki je imel štiri gibljive šobe za usmerjanje potiska. Kljub sorazmerno močnem motorju, je bil Harrier omejene na visoke podzovčne hitrosti.
Pozneje so originalnega Harrierja modernizirali v AV-8B Harrier II in British Aerospace Harrier II.

## Specifikacije (Harrier GR.3)
Podatki iz Jane's All The World's Aircraft 1988–89
Splošne karakteristike
- Posadka: 1
- Dolžina: 46 ft 10 in (14,27 m)
- Razpon kril: 25 ft 3 in (7,70 m)
- Višina: 11 ft 11 in (3,63 m)
- Površina kril: 201,1 ft² (18,68 m²)
- Teža praznega letala: 13535 lb (6140 kg)
- Maks. vzletna teža: 25200 lb (11430 kg)
- Pogon letala: 1 × Rolls-Royce Pegasus 103 turbofan s štirimi gibljivimi šobami, 21500 lbf (95,6 kN)

 Zmogljivost 
- Maks. hitrost: 730 mph (635 vozlov, 1176 km/h) na nivoju morja
- Bojni radij: 230 mi (200 nmi, 370 km) v načinu nizko-nizko-nizjo (lo-lo-lo) s 4400 lb (2000 kg) tovora
- Največji doseg: 2129 mi (1850 nmi, 3425 km)
- Višina leta: 51200 ft (15600 m)
- Čas do 40000 ft (12200 m): 2 min 23 s

Oborožitev

- Strelno orožje: 2× 30 mm (1.18 in) ADEN top